# Herb Swarzędza
Herb Swarzędza – jeden z symboli miasta Swarzędz i gminy Swarzędz w postaci herbu.

## Wygląd i symbolika
Herb przedstawia w czerwonym polu srebrną bramę forteczną z trzema basztami na złotej łodzi. W środku bramy en face rycerz w srebrnej zbroi z uniesionym mieczem, trzymanym w prawej ręce.
Herb należy do grupy herbów miejskich zawierających godło rycerskie założyciela lub właściciela miasta. Składa się z elementów dwóch herbów szlacheckich. Jeden symbolizuje założyciela miasta Zygmunta Grudzińskiego herbu Grzymała, drugi jego żonę Annę z Opalińskich z Bnina herbu Łodzia. Umieszczenie łodzi w herbie miasta mogło również podkreślać ciągłość historyczną osady Swarzędz z czasów gdy była w posiadaniu znanego rodu Górków herbu Łodzia. W ten sposób herb symbolizował zarówno założyciela miasta Zygmunta Grudzińskiego jak i jedne z najstarszych i jednocześnie najzamożniejszych rodów szlacheckich Górków oraz Opalińskich

## Historia
Herb nadano miastu wraz z lokacją w 1638 roku. Dawniej herb odnosił się wyłącznie do miasta Swarzędza.
Herb gminy Swarzędz umieszczony jest m.in. na fladze Swarzędza